# Leia bipunctata
Leia bipunctata är en tvåvingeart som beskrevs av Fisher 1939. Leia bipunctata ingår i släktet Leia och familjen svampmyggor.
Artens utbredningsområde är Costa Rica. Inga underarter finns listade i Catalogue of Life.